# Manuel Salavera Carrión
Manuel Salavera Carrión (Binondo, Manila, 19 d'octubre de 1823 - Tarragona, 1909) fou un acadèmic i polític republicà català. Nasqué a les Filipines, fill d'un militar. Ingressà a l'exèrcit, que hagué d'abandonar en 1843 per donar suport Baldomero Espartero. Estudià a la Reial Societat Econòmica Aragonesa d'Amics del País i en 1848 fou destinat a l'Institut d'Ensenyament Secundari de Tarragona com a professor de matemàtiques. En 1852 hi substituirà Francesc Barba i Masip com a catedràtic de matemàtiques. Alhora milità al Partit Democràtic i durant el bienni progressista fou comandant i cap d'Estat Major de Subinspecció de la Milícia Nacional, així com director del Diari de Tarragona. En 1856 tornà a estar proscrit.
Participà activament en la revolució de 1868. Fou membre del comitè provincial del Partit Republicà Democràtic Federal i representant de la província de Tarragona al Pacte de Tortosa de 1869. Alhora dirigí El Eco Republicano, que fou suspès i ell mateix processat en 1870. En proclamar-se la Primera República Espanyola fou governador civil de la província d'Osca (març de 1873), de la província de Barcelona (juliol) i de Manila (octubre). El 30 de gener de 1874 cessà com a governador de Manila i tornà a la seva tasca acadèmica. En 1881 fou escollit conseller de Tarragona i posteriorment tinent d'alcalde amb el Partit Republicà Possibilista, amb el que també fou candidat a diputat provincial el 1888. també va col·laborar amb la Comissió d'Estadística de la província de Tarragona. Dirigí els diaris El Gubernamental i El Orden. En 1893 fou nomenat director de l'Institut, càrrec que va ocupar fins a la seva jubilació en 1903, i el 1892 fou fundador i president de l'Associació de Catedràtics Numeraris d'Institut. En 1898 també fou delegat provincial i president honorari provincial de la Creu Roja.

## Obres
- Plano general de los terrenos arrozales del delta derecho del Ebro, elaborat per Reial ordre el 21 de març de 1864, a escala 1:14 000 (febrer 1867),
- Complemento elemental a la aritmétíca y rílgebra de lø segunda enseñanza (Barcelona, 1891)
- Complemento elemental de geometría y trigonometría rectilínea (Tarragona, 1892)